# 貴花田 (電台主持)
陳寶玲（1972年4月13日—），香港前電台節目主持，外號「貴花田」。已婚及育有一子一女。曾於香港電台第二台主持節目《瘋show快活人》長達27年之久，是該節目歷代主持人之中連續主持時間最長的一位。

## 簡歷
陳寶玲中學畢業後曾從事旅行社秘書，以及在梁思浩旗下的剪報公司當文員。1994年，由當時的僱主梁思浩介紹進入香港電台工作，最初由節目助理開始，後再為節目《瘋show快活人》主持人。
因電台同事梁繼璋替她改了「貴花田」這花名而為人所熟悉。其高音的聲線、開朗的笑聲和性格，加上師奶的主持風格，大受聽眾歡迎，曾和梁思浩、梁繼璋一同榮膺「最受歡迎電台拍檔主持選舉」第一位。
2021年6月18日。貴花田與拍檔曾志豪在主持完節目《瘋show快活人》後被上司召見，並宣告即時解僱。其後，貴花田、曾志豪及王耀祖在YouTube開設「田豪祖3寶channel （页面存档备份，存于）」繼續於網上直播節目。

## 作品

### 書刊
- 《瘋show兩公婆-IQ大比拼》 貴花田、馬小強著 ISBN 988-202-032-1